# Svay Chék (gmina)
Svay Chék – gmina (khum) w północno-zachodniej Kambodży, w zachodniej części prowincji Bântéay Méanchey, w dystrykcie Svay Chék. Stanowi jedną z 8 gmin dystryktu.

## Miejscowości
Na obszarze gminy położonych jest 14 miejscowości:

- Kouk Khvav
- Ponsay Cheung
- Kloeng
- Baek Chan Chas
- Ponsay Tboung
- Roka Thmei
- Ta Ong Lech
- Slaeng
- Thmei
- Khvav Lech
- Samraong
- Chamkar Kor
- Damnak Kokos
- Lboek Svay